# 國立空中大學
國立空中大學（簡稱空大、NOU）是中華民國教育部依《大學法》、《空中大學設置條例》設置的開放大學，創立於1986年。自1997年起從入學考試模式轉型為提供進修、繼續教育、實現全民終身學習理念大學。大學部全修生修畢主修學系規定學分總數後，即依《學位授予法》授予學士學位。畢業生取得學士學位者，皆可參加各類國家考試、報考各大學院校研究所碩士班入學考試。教學方式以遠距教學為主、面授教學為輔，透過電視、廣播、網際網路等管道播送教學內容，並以教室教學、視訊教學方式辦理面授。校本部設於新北市蘆洲區，在全國設有14個學習指導中心。

## 歷史
- 2003年，教育部核定「國立空中大學試辦研究所學分課程招生辦法」，並自2004年起，每學期開設三門試辦研究所學分課程，到2007年起，停止試辦研究所學分課程。
- 2010年12月，教育部召開「國立空中大學申設公共行政學系碩士班審查會議」，會議審查結果｢原則准予籌設｣。後續，空大參照審查意見修改計畫書報部申請，皆未獲正式核准。
- 2022年10月26日，台灣觀光學院完成清算程序後，校地與校舍由國立空中大學接收改為「國立空中大學壽豐校區」，[2]。
- 2024年8月，壽豐校區部分空間暫作為花蓮縣秀林鄉西寶國民小學臨時校舍（合約至2025年7月）。12月，國立空中大學校務會議通過將壽豐校區歸還給財政部國有財產署，後續報請教育部請求同意。

## 歷任校長
| 姓名   | 任期                        |
| ------ | --------------------------- |
| 莊懷義 | 1986年8月－1988年8月        |
| 陳龍英 | 1988年9月－1991年9月        |
| 陳義揚 | 1991年10月－2000年7月       |
| 黃深勳 | 2000年8月1日－2004年7月31日 |
| 劉水深 | 2004年8月1日－2007年7月31日 |
| 陳松柏 | 2007年8月1日－2011年7月31日 |
| 張繼昊 | 2011年8月1日－2015年7月31日 |
| 陳松柏 | 2015年8月1日－2023年7月31日 |
| 許立一 | 2023年8月1日—               |

## 行政單位
| 行政單位 | 校長室       | 教務處     |
| 行政單位 | 教學媒體處   | 學生事務處 |
| 行政單位 | 研究發展處   | 總務處     |
| 行政單位 | 資訊科技中心 | 圖書館     |
| 行政單位 | 出版中心     | 主計室     |
| 行政單位 | 人事室       | 秘書室     |
| 行政單位 | 推廣教育中心 |            |

## 產學暨專案辦公室
| 產學暨專案辦公室 | 創新育成中心                                 | 數位華語文中心         |
| 產學暨專案辦公室 | 健康家庭研究中心                             | 校務研究辦公室         |
| 產學暨專案辦公室 | 各社區大學（樹林、甲安埔、山線、澎湖、金門） | 非正規教育課程認證機構 |
| 產學暨專案辦公室 | 教育部遠距教學交流暨認證網                   | 終身學習推展中心       |

## 學術單位
國立空中大學設有通識教育中心及六大學系（人文學系、社會科學系、商學系、公共行政學系、生活科學系、管理與資訊學系）。學類科近似於一般大學之學分學程。
| 商學系 | 行銷類     | 國際經貿類 |
| 商學系 | 職場經營類 | 財務金融類 |
| 商學系 | 不動產類   |            |

| 管理與資訊學系 | 企業管理類 | 財務管理類 |
| 管理與資訊學系 | 綜合管理類 | 資訊管理類 |
| 管理與資訊學系 | 資訊應用類 | 資訊專業類 |

| 人文學系 | 文史哲素養 | 數位傳播與藝術 |
| 人文學系 | 語言與應用 |                |

| 公共行政學系 | 行政管理類 | 人事行政類 |
| 公共行政學系 | 行政法律類 | 政策治理類 |
| 公共行政學系 | 政治經濟類 |            |

| 社會科學系 | 心理類         | 教育類 |
| 社會科學系 | 社會（社工）類 | 法律類 |

| 生活科學系 | 輔導類                                         | 家庭類                                     |
| 生活科學系 | 兒童類                                         | 健康類                                     |
| 生活科學系 | 環保類                                         | 休閒類                                     |
| 生活科學系 | 家庭慶典規劃組（隸屬附設專科部生命事業管理科） | 殯葬管理組（隸屬附設專科部生命事業管理科） |

| 通識教育中心 | 中國語文類                       | 外國語文類   |
| 通識教育中心 | 資訊素養類                       | 人文與藝術類 |
| 通識教育中心 | 社會與法治類                     | 健康與環境類 |
| 通識教育中心 | 公民社會參與服務學習（通識講座） |              |

## 教學中心
| 名稱             | 所在地                                          | 地址                          | 電話                       |
| ---------------- | ----------------------------------------------- | ----------------------------- | -------------------------- |
| 基隆學習指導中心 | 國立臺灣海洋大學海空大樓8樓                     | 基隆市中正區北寧路2號         | （02）24629938             |
| 臺北學習指導中心 | 國立空中大學校本部北院                          | 新北市蘆洲區中正路172號       | （02）22829355轉3151或3152 |
| 桃園學習指導中心 | 桃園市立中壢家事商業高級中等學校                | 桃園市中壢區德育路36號        | （03）4226121              |
| 新竹學習指導中心 | 國立陽明交通大學光復校區綜合一館                | 新竹市東區大學路1001號        | （03）5720930              |
| 苗栗服務處       | 國立聯合大學二坪山校區產研創新暨推廣大樓H1-2054 | 苗栗市恭敬里聯大路1號         | （03）572-0930             |
| 臺中學習指導中心 | 國立中興大學綜合教學大樓12樓                    | 臺中市南區興大路145號         | （04）22877856             |
| 彰化服務處       | 彰化縣員林市員林國民小學學生活動中心            | 彰化縣員林市三民東街221號     | （04）8330257              |
| 南投服務處       | 南投縣立營北國民中學營北國中活動中心            | 南投縣南投市向上路2號         | (049) 2390326              |
| 雲林服務處       | 雲林縣教師研習中心3樓                           | 雲林縣斗六市南揚街60號        | (05) 5360056               |
| 嘉義學習指導中心 | 國立嘉義大學林森校區第三大樓                    | 嘉義市東區林森東路151號       | （05）2763580              |
| 臺南學習指導中心 | 國立成功大學光復校區教學大樓1樓                 | 臺南市東區大學路1號           | （06）2344917              |
| 高雄學習指導中心 | 國立科學工藝博物館南館                          | 高雄市三民區九如一路797號     | （07）3800566              |
| 屏東服務處       | 國立屏東高級工業職業學校                        | 屏東市建國路25號              | （08）7511414              |
| 宜蘭學習指導中心 | 國立宜蘭大學經德大樓6樓                         | 宜蘭縣宜蘭市神農路1號         | （03）9330291              |
| 花蓮學習指導中心 | 國立東華大學創新研究園區 旁                     | 花蓮縣花蓮市華西路123號       | （03）8222148              |
| 花蓮壽豐校區     | 原臺灣觀光學院校地                              | 花蓮縣壽豐鄉中興街268號       |                            |
| 臺東學習指導中心 | 國立臺東專科學校 後方                           | 臺東縣臺東市山西路一段180號   | （089）336592              |
| 澎湖學習指導中心 | 澎湖縣社區大學共用                              | 澎湖縣馬公市東文里文學路285號 | （06）9214318              |
| 金門學習指導中心 | 金門縣社區大學共用                              | 金門縣金城鎮西海路三段81巷2號 | （082）329971              |
| 馬祖服務處       | 國立馬祖高級中學勤儉樓4樓                       | 連江縣南竿鄉介壽村374號       | （0836）23009              |

## 外部連結
- 國立空中大學（页面存档备份，存于）